# Palacio de bellas artes
Il Palacio de Bellas Artes di Città del Messico è il teatro dell'Opera e la sala da concerto più importante del Messico. Al suo interno si trovano murales di José Clemente Orozco, Diego Rivera e David Alfaro Siqueiros, tra gli altri.

## Caratteristiche
Il Palazzo delle Belle Arti è il monumento più importante del paese dedicato al meglio delle belle arti ed è stato dichiarato nel 1987 dall'UNESCO monumento artistico.
Il palazzo ospita diverse sale ed esposizioni di opere d'arte. Spicca su tutto la Gran Sala che ha una capacità di 1.900 spettatori e un proscenio di 24 metri di lunghezza. In questa sala si sono esibiti tra gli altri: Maria Callas, Zubin Mehta, Luciano Pavarotti, Plácido Domingo, Joaquín Cortés e Rudol'f Nureev.
È sede di due musei: il museo del Palazzo di Belle Arti e il Museo Nazionale di Architettura.

## Storia dell'edificio

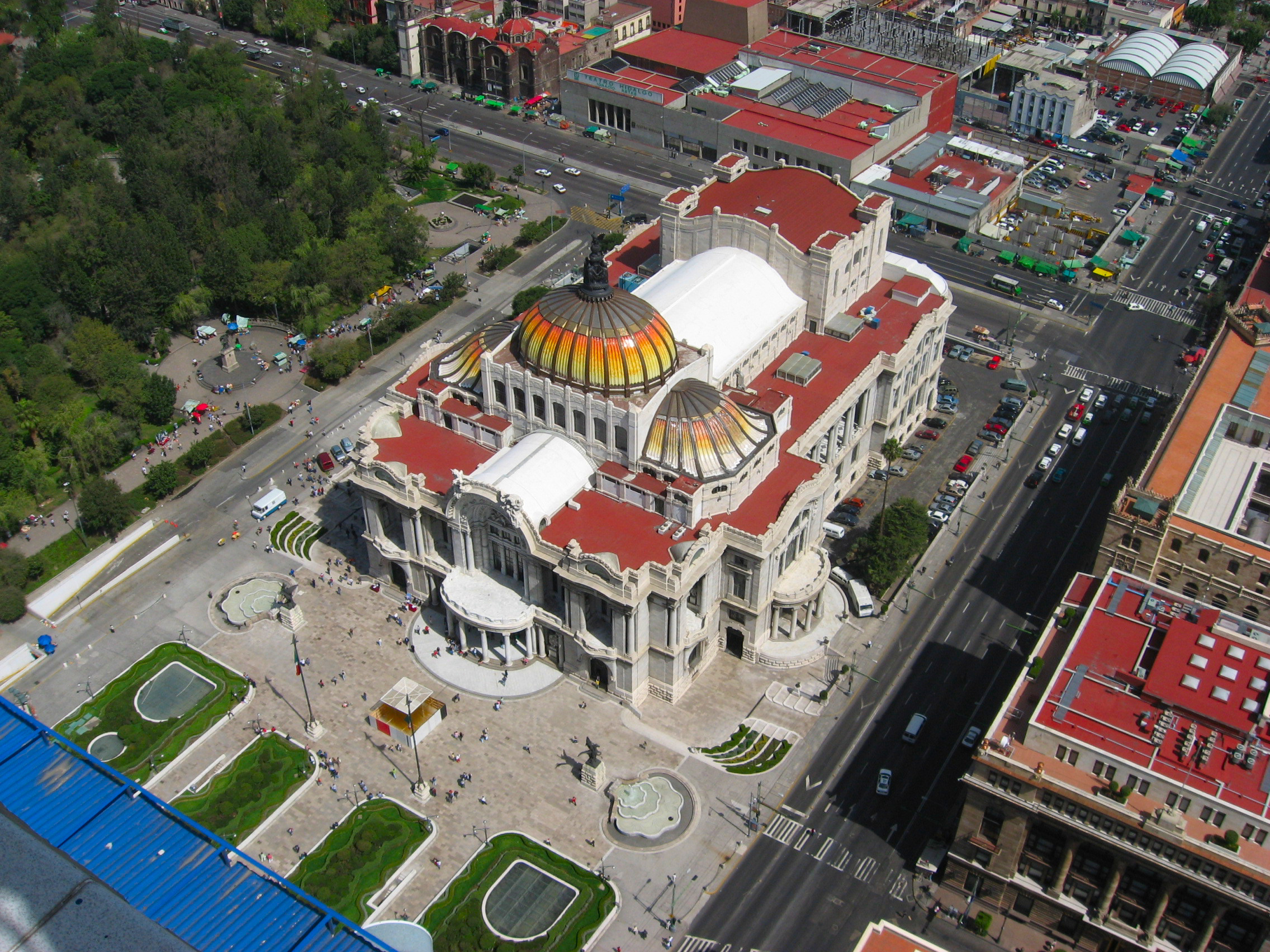
Vista aerea

L'edificio fu cominciato nel 1904 con l'obiettivo di rimpiazzare l'ormai demolito Teatro Nazionale. Il progetto esecutivo fu affidato all'architetto italiano Adamo Boari. Tra gli italiani che collaborarono a questa realizzazione va ricordato Alessandro Mazzucotelli, autore di dieci cancelli in ferro battuto. L'edificio doveva occupare l'area compresa tra le vie La Mariscala, Puente de San Francisco, Santa Isabel y Mirador de la alameda, oggi chiamate avenida Hidalgo (Miguel Hidalgo), avenida Juárez (Benito Juárez), Asse Centrale Lázaro Cárdenas (Lázaro Cárdenas) e Ángela Peralta.
A causa di: problemi tecnici dovuti allo sprofondamento del terreno, problemi economici, all'uscita dal paese di Adamo Boari e alla Rivoluzione messicana, la costruzione fu sospesa e ripresa in varie epoche nell'arco di trent'anni, invece che nei quattro previsti.
Lo sprofondamento del terreno si manifestò nel 1907, e questo è un problema che anche oggi si può notare, il palazzo infatti si trova qualche metro sotto il livello della strada. Con l'inizio della guerra civile nel 1910 l'opera andò perdendo velocità fino a quando venne sospesa nel 1916 a causa dell'abbandono del Messico da parte di Adamo Boari, che lasciò più di 4.000 documenti su come continuare il progetto. Si cercò di ricominciare l'opera nel 1919 e nel 1928 con pochi risultati.
Quando il Messico si trovò in un'epoca più stabile economicamente e socialmente, l'opera fu ricominciata e nel 1931 sotto l'architetto Federico Mariscal, e il palazzo venne inaugurato ufficialmente il 29 novembre 1934 dal presidente Abelardo Luján Rodríguez.